# Il matrimonio segreto
Personnages
- Signor Geronimo - riche marchand de Bologne (basse)
- Elisetta - fille aînée de Geronimo, fiancée au comte Robinson (soprano)
- Carolina - fille cadette de Geronimo, épouse secrète de Paolino (soprano)
- Fidalma - sœur de Geronimo, riche veuve (mezzosoprano)
- Comte Robinson - noble anglais (basse)
- Paolino - jeune employé de Geronimo (ténor)

Il matrimonio segreto (Le Mariage secret) est un dramma giocoso de Domenico Cimarosa sur un livret de Giovanni Bertati, basé sur la comédie The clandestine Marriage de George Colman et David Garrick.

## Réception
L’œuvre est mise en scène pour la première fois le 7 février 1792 au Burgtheater de Vienne,. Le succès auprès du public viennois est immédiat et retentissant, à un point tel qu’il se passe un fait qui ne s’était jamais produit dans l'histoire de la musique jusqu’alors (et qui ne se répétera plus après) : le bis de l’œuvre entière. En fait, l’empereur Léopold II (roi qui, paradoxalement, ne montrait aucun intérêt pour la musique) aime tellement l’œuvre qu'il décide de la faire rejouer immédiatement. 
Ce ne fut pas seulement un triomphe momentané et local : de fait, l’œuvre, qui est applaudie partout (110 représentations en 5 mois à Naples en 1793) et à toutes les époques, reste à ce jour au programme des grandes salles du monde entier et est toujours considérée comme vivante, pleine de fraîcheur, et l'opéra bouffe par excellence.

## Intrigue
Paolino et Carolina, en proie à un coup de foudre, sont mariés en secret depuis deux mois et, partagés entre l'anxiété et le subterfuge, s’adorent sans pouvoir s’appartenir, ce qui accroît leur tendresse et leur ardeur. Paolino veut persuader son épouse secrète à fuir, mais elle hésite, torturée par mille douleurs. Autour des deux amants, gravite une petite foule de personnages typiques de la comédie du XVIIIe siècle : Geronimo, le père de Carolina, sourd, marchand cupide et riche (il est le patron de Paolino) ; le comte Robinson, riche prétendant anglais ; Elisetta, sœur aînée de Carolina, au tempérament espiègle, ambitieuse, acerbe et maligne (et destinée par son père à épouser le comte Robinson) ; la tante Fidalma, riche veuve qui a investi son capital dans les entreprises de son frère Geronimo, également prise d’une passion dévorante pour le jeune Paolino.

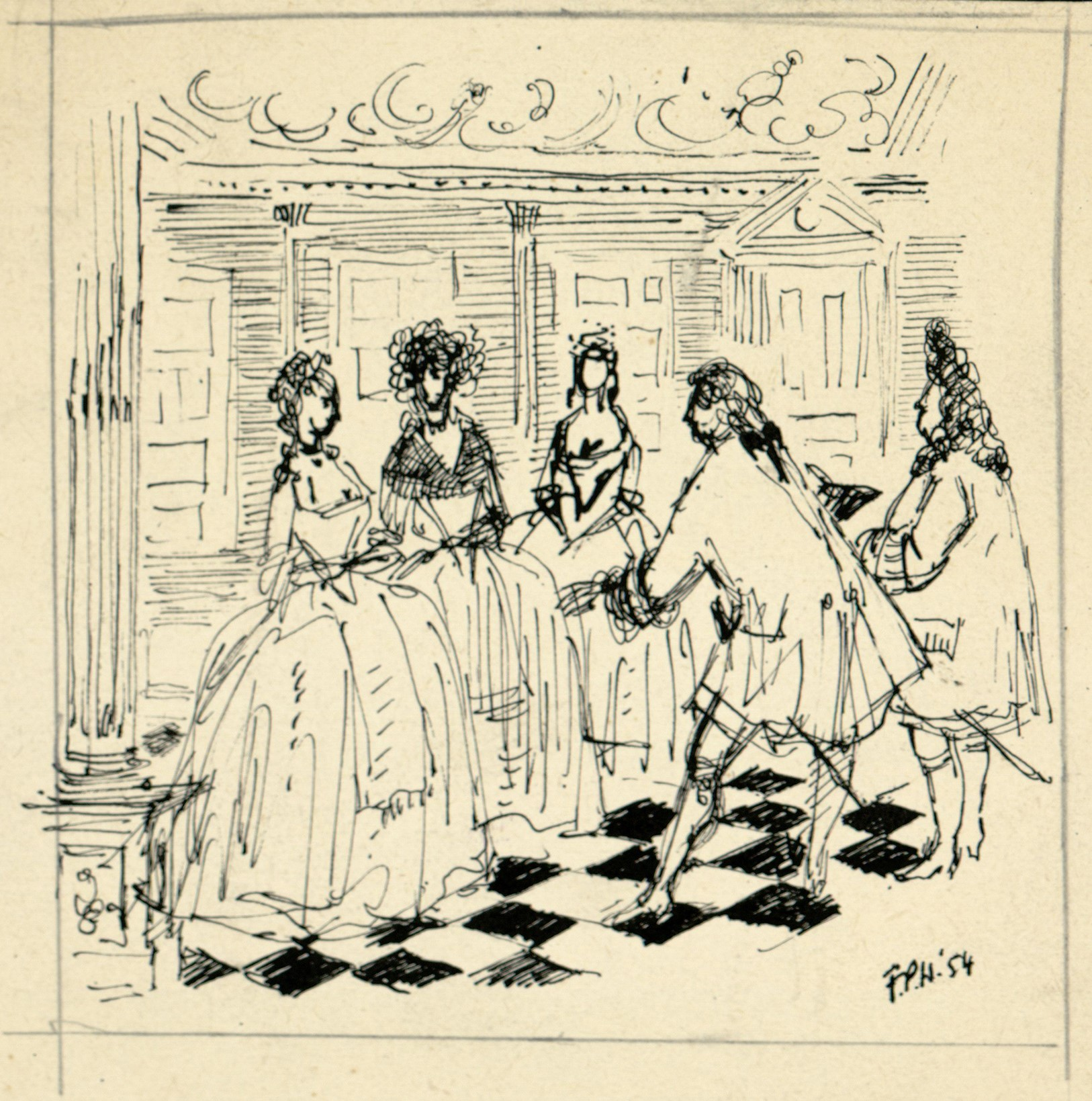

L’intrigue s'embrouille agréablement : le comte Robinson, qui, selon les plans de Paolino doit se marier avec Elisetta, tombe amoureux de Carolina dès qu’il la voit et ne veut plus entendre parler d'Elisetta. Geronimo proteste, mais Robinson lui propose de renoncer à la moitié de la dot s’il lui donne la main de Carolina au lieu de celle d’Elisetta. La colère d’Elisetta et les déclarations d'amour de Fidalma à Paolino compliquent les choses encore plus, et en conséquence, ils décident alors de s’enfuir. Mais la fuite ne réussit pas, car tout est découvert, mais heureusement, tout s'arrange dans une fin heureuse.

## Discographie
| Année | Distribution (Geronimo, Elisetta, Carolina, Fidalma, Paolino, Robinson)                                    | Chef              | Label               |
| ----- | --- | ----------------- | ------------------- |
| 1956  | Carlo Badioli, Eugenia Ratti, Graziella Sciutti, Ebe Stignani, Luigi Alva, Franco Calabrese                | Nino Sanzogno     | EMI                 |
| 1976  | Dietrich Fischer-Dieskau, Julia Varady, Arleen Auger, Julia Hamari, Ryalnd Davies, Alberto Rinaldi         | Daniel Barenboim  | Deutsche Grammophon |
| 1994  | Alfonso Antoniozzi, Janet Williams, Susan Patterson, Gloria Banditelli, William Matteuzzi, Petteri Salomaa | Gabriele Bellini  | Arts                |
| 2008  | Cinzia Forte, Priscille Laplace, Damiana Pinti, Alberto Rinaldi, Mario Cassi, Aldo Caputo                  | Giovanni Antonini | Dynamic             |

## Sources
- (it) Cet article est partiellement ou en totalité issu de l’article de Wikipédia en italien intitulé « Il matrimonio segreto » (voir la liste des auteurs).